# Manuel Palacios Silva
Manuel Bartolomé Palacios Silva (Valparaíso, 1871-Viña del Mar, 3 de abril de 1939) fue un abogado y político chileno. 

## Primeros años de vida
Sus padres fueron Bartolomé Palacios y María José Silva. Estudió en el Liceo de Valparaíso y el Seminario porteño. Luego cursó Leyes en la Universidad de Chile, juró de abogado el 14 de mayo de 1905.
Se dedicó al ejercicio libre de su profesión, defendiendo a diversos personajes en sus juicios en Santiago y el puerto de Valparaíso. Luego se especializó en el Derecho Comercial, trabajando en la Bolsa de Valores de Valparaíso.

## Actividad Política
Militante del Partido Conservador. Había sido enviado a la región del Biobío en 1907, como Gobernador de Bulnes en 1886, bajo la administración de Pedro Montt. Luego volvió a Viña del Mar, donde fue elegido regidor municipal (1910).
Elegido Diputado por Valparaíso y Casablanca en dos períodos consecutivos (1912-1918). Integró en la oportunidad la Comisión permanente de Guerra y Marina.
Con posterioridad sería encargado de Negocios en la Legación Chilena en Perú (1920-1924) y embajador de Chile en Brasil (1926-1927).